# Кагосима (аэропорт)
Аэропорт Кагосима (яп. 鹿児島空港, かごしまくうこう кагосима куко) — государственный узловой международный аэропорт в Японии, расположенный в городе Кирисима префектуры Кагосима. Начал работу с 1972 года как Новый аэропорт Кагосима. В 1973 году сменил название на современное. Специализируется на внутренних и международных авиаперевозках.